# Gattenmord
Gattenmord bezeichnet die Ermordung des eigenen Ehegatten.
Im römisch-katholischen kanonischen Eherecht stellt der Gattenmord ein Ehehindernis für weitere Ehen dar (vgl. 1090  CIC).
Wesentlich ist dabei, dass der Mord am bisherigen Ehepartner in der Absicht ausgeführt wurde, eine Ehe mit einem konkreten neuen Partner eingehen zu können. Dabei ist es unerheblich, ob jemand den eigenen oder den Partner des anderen getötet hat. Im kanonischen Recht kommt es hierbei zum einen darauf an, dass der Gattenmord mit Ehebruch verbunden ist und zum anderen im Einverständnis der beiden Heiratswilligen erfolgte. Hiervon unterscheiden sich privatrechtliche Regelungen – etwa im österreichischen ABGB (in der Fassung vor Inkrafttreten des Ehegesetzes 1938) – bei denen der Versuch genügt und das Einverständnis nicht Voraussetzung ist, damit das Ehehindernis eintritt. Zweck der Regelung im österreichischen Privatrecht war die Aufrechterhaltung der öffentlichen Ordnung.
Das Hindernis besteht auch, wenn die Partner in der genannten Absicht gemeinsam den Tod des Partners verursacht haben, sei es durch physisches, sei es durch moralisches Betreiben.
Kriminologisch lässt sich zwar feststellen, dass eher der Ehemann als die Ehefrau Täter ist, aber Frauen tendenziell härter bestraft werden. Grund hierfür ist, dass wegen der tendenziell unterlegenen Körperkraft die Tötung durch die Ehefrau seltener im Streit geschieht und häufiger nach reiflicher Überlegung, was härtere Strafen nach sich zieht als Tötung im Affekt. Dies wird von feministischer Seite auch kritisiert.